# Famille Domet
La famille Domet de Vorges ou de Mont est une famille subsistante de la noblesse française, originaire de Franche-Comté.

## Historique
La famille Domet appartient à la noblesse de Franche-Comté.
La famille Domet prétend avoir des origines d'Arles, en Provence. Elle se « revendique Antoine Domet, un écuyer qui s'est marié en 1456 avec Jacobée de Sanson. Selon les dires il se serait établi à Lons-le-Saunier après les princes d'Orange de la maison de Chalon ». De plus, un certain Jacques Domet aurait reçu l'autorisation de tenir un « fief par lettres patentes de Philippe II, datées du 26 juin 1556 à Bruxelles. »
La famille Domet est à l'origine de deux branches (Domet de Vorges et Domet de Mont) dont le point de jonction reste incertain.
La famille Domet de Mont a obtenu un titre noble par le biais d'un poste exercé entre 1713 et 1738 à la Chambre des comptes de Dole, un organisme chargé du contrôle des finances publiques.
Quant à la famille Domet de Vorges au XVIIIe siècle, lorsque Jean-Baptiste François Domet, le premier seigneur de Vorges, nommé en 1741 au Parlement de Besançon, une institution judiciaire de premier ordre dans la province. Il a été anobli par un arrêt en 1751. Il s'est marié le 1er mai 1781 avec Jeanne-Marie Charlotte d’Orival, dame de Vorges.[réf. nécessaire]
La famille Domet de Vorges a été admise à l’association d’entraide de la noblesse française en 1951. La famille Domet de Mont, accède à son tour à l'association d'entraide de la noblesse française plus tardivement en 2022.

### Famille d'Ulmet: origine, histoire et descendance
Un arbre se dit en latin ulmo, un petit orme ulmeto, qui est le premier nom de la famille.
La Camargue résulte des divagations successives du Rhône. Un de ses bras, aujourd'hui à sec, est connu sous différents noms : Vieux Rhône, Petit Rhône, Rhône d’Ulmet, car il traversait une forêt d’ormes. Cette dernière désignation du fleuve est encore utilisée localement.
L'abbaye cistercienne d'Ulmet s’est installée sur une petite hauteur surplombant une rive du Rhône d’Ulmet. Son but : mettre en valeur cette partie marécageuse et surtout exploiter le sel qui s’y trouvait prisonnier. L’ancienne embouchure du Rhône d’Ulmet était alors dans les parages !
Elle fut construite en 1173. La majorité des moines partit fonder l’abbaye de Sylveréal en 1270. Deux ou trois moines assurèrent une permanence à Ulmet jusqu’en 1437, date de l’abandon définitif de celle-ci. Des fouilles ont été exécutées en 2014.
À l’époque, un avoyer désignait un responsable laïc chargé de l’administration des biens d’une abbaye et de leur défense tant en justice que par les armes. Il s’agissait en fait d’une fonction féodale.
Ainsi, en 1371, Gauthier Ier d’Ulmet est seigneur de Val Saint-Jean et figure dans l’acte d’achat du 27 avril de la seigneurie de Mazangues.
Son fils, Gauthier II d’Ulmet, figure le 13 mars 1401 dans un acte notarié. Il épouse la veuve de Béranger de Ganthelme.
Bertrand d’Ulmet se serait installé à Tarascon. On sait qu’il était vivant en 1436 (date que l’on peut rapprocher de celle de l’abandon définitif de l’abbaye d’Ulmet par les moines).
Antoine Ier d’Ulmet naît à Tarascon vers 1440. Il épouse Catherine de Cuers. Il se serait établi en Franche-Comté en 1496.
Jean Ier d’Ulmeto, vulgairement Domet, épouse Françoise de Grivel ; il est mort le 30/11/1545.
Étienne Ier d’Ulmeto, né vers 1500, mort en 1571, est enseveli dans l’église Saint-Désiré de Lons-le-Saunier. Docteur en droit de l’université de Ferrare, sa thèse était signée de Ulmeto, alias Domet. Il fut contrôleur des fortifications de Lons-le-Saunier. Son frère cadet, Jean II, serait à l’origine de la branche Domet de Mont.
Claude Ier Domet docteur en droit, né en 1525, mort en 1602, est enterré aussi à Saint-Désiré.
Étienne II Domet, 1549-1551, épouse en 1576 Catherine Duplan.
Claude II Domet, 1577-1635, épouse vers 1600 Marguerite Mercier.
François Domet, 1608-1652, inhumé à Saint-Désiré, apothicaire, épouse en 1652 Jeanne Boquet, dont il eut 9 enfants.
Claude III Domet, 1637-1699, inhumé à Saint-Désiré. Docteur en médecine, il épouse Anne Marie Victoire Grivel. Celle-ci a été inhumée aux Cordeliers. Un document montre qu’il était encore en relation avec des gens de Tarascon.

## Filiation

### Branche Domet de Mont
François Joseph Domet, seigneur de Mont, se marie en 1756 avec Anne Françoise Restitute Terrier, fille de Marie Jules Terrier, marquis de Mailleroncourt. De cette union naissent deux filles : Anne Josephe Julienne Domet, qui épouse en 1784 son cousin Étienne François Domet de Mont, et Anne Marie Victorine Domet, mariée à Pierre Claude Chaillet, seigneur de Verges.

### Branche Domet de Vorges
Chaix d'Est-Ange (1915) mentionne la filiation de la branche des Domet de Vorges proposée par André Borel d'Hauterive, dans son Annuaire de la noblesse de 1875. Il souligne cependant que l'« on ne connaît bien la filiation de la branche des Domet de Vorges que […] dans les premières années du VIIIe siècle. »
- François Domet, ∞ Charlotte Tinseau 
  - Pierre-Antoine-Alexis Domet, conseiller au Parlement de Besançon (1741) et anobli par sa charge, ∞ (1750) Pierrette-Joséphine Vauldry de Saisenay
    - Jean-Baptiste Domet (1754-18??), conseiller au Parlement de Besançon (1780), ∞ Jeanne-Charlotte d'Orival, héritière de la seigneurie de Vorges. Trois fils dont :
      - Alexandre-Paul Domet de Vorges, comte romain (1893), ∞ Mlle de Boislecomte. Deux fils dont
        - Edmond-Eugène Domet de Vorges, ministre plénipotentiaire, ∞ Mlle de Francqueville d'Abancourt.

    - Pierre-Etienne Domet (17??-1833), ∞ Mlle Rangeard de Villiers.
      - Alippe Domet, 
        - Paul,

      - Jean-Baptiste Domet, ∞ Mlle de Laage de Meux. Deux fils.

## Personnalités
Jean Baptiste François Domet (1754 - 4 janvier 1818), seigneur de Vorges, est né à Besançon et a été inhumé dans la chapelle de Vorges. Il a épousé Charlotte d'Orival (1756-1838) et a exercé en tant que conseiller au parlement de Besançon. Il a quitté Besançon pour s'établir à Vorges, le 15 avril 1794, et a été maire de la commune de 1807 jusqu'à sa mort. Il était également membre de la confrérie de La Croix, fondée dans la cité Royale de Besançon le 9 février 1781.
Fils d'Alexandre Paul Domet de Vorges et de Fanny Madeleine Amicie de Bois le Comte, Eugène Domet de Vorges est né au 47, rue de la Madeleine dans le 1er arrondissement de Paris. Il a été ministre plénipotentiaire de France à Haïti et était un philosophe néo-scolastique, bien versé dans la pensée politique médiévale et la doctrine sociale de l'Église. Il a participé aux discussions concernant l'impôt sur le revenu et a été fait comte romain par Léon XIII en 1893. Il a reçu le titre de chevalier de la Légion d'honneur par arrêté du 16 août 1862, puis celui d'officier le 7 juin 1877.

## Devise et blason
La devise de la famille Domet de Vorges est : "Virtus Omnia Domet", qui se traduit par "la vertu triomphe de tout". Son blason se décrit comme étant d'or avec un chêne arraché de sinople.

## Alliances
Les principales alliances sont, : de Cuers ; de Ganthelme ; de Sanson (1478) ; Bocquet de Courbozon (1632) ;  Roz de Pierre ; d’Achey, de Vauldry de Saisenay (1744) ; Terrier de Mailleroncourt (1756) ; Moreal de Grozon (1765) ; de Simony de Broutière ; de Veyrinas ; Chaillet de Verges (1795) ; Martin de Boislecomte (1824) ; de Francqueville d’Abancourt (1859) ; de Champs de Saint Léger (1869) ; de Lagonde (1893) ; du Roux de Chevrier de Varennes de Bueil (1897) ; de Rotalier (1927) ; de belleville ; messean de selorges (2005).